# Карен плачет в автобусе
Карен плачет в автобусе, исп. Karen llora en un bus — колумбийский фильм-драма 2011 г. режиссёра Габриеля Рохаса Веры.

## Сюжет
В первых кадрах зритель видит, как молодая женщина Карен среди ночи приезжает в неблагоустроенный район и платит за три месяца вперёд квартирной хозяйке, даже не осматривая квартиру (которая оказывается ужасной). Затем сюжет возвращается на неделю назад, чтобы показать предысторию: Карен хочет порвать с нелюбимым мужем, который в ответ даёт ей несколько минут, чтобы собрать вещи и уйти из дома. Самостоятельная жизнь не заладилась: вскоре у неё крадут сумочку, где хранились последние сбережения, а где можно заработать — непонятно. Но в этот момент у Карен завязывается дружба с бойкой парикмахершей Патрисией, которая помогает ей сделать первые шаги в суровом мире самостоятельной жизни.

## Актёры
- Анхела Каррисоса — Карен
- Мария Анхелика Санчес Парра — Патрисия